# 湘莲
湘莲是指产于中国湖南省的莲子，可食用也可药用，是中国三大莲子（湖南湘莲、福建建宁建莲、浙江武义宣莲）之一。
战国时期屈原所做诗辞中有对荷花的描写，表明当时的湖南已有莲的生长。长沙马王堆汉墓出土的瓜果菜蔬中有藕，菜谱中也登载有耦，表明至少近2000年前湖南已开始将莲作为食用来源。“湘莲”一词目前发现最早见于南朝江淹《莲华赋》：“著缥菱兮出波，揽湘莲兮映渚。迎佳人兮北燕，送上宫兮南楚。”
主要品种包括湘潭寸三莲、杂交莲，华容荫白花，汉寿水鱼蛋，耒阳大叶帕，桃源九溪江、衡阳的乌莲等。其中湘潭县被命名为中国湘莲之乡。
湘莲的成分含量为： 水分13.5%~18.8%，淀粉38.3%~57.8%，总糖8.5%~19.1%，还原糖0.8%~6.3%，莲子油1.5%~2.4%，蛋白质17.13%~25.38%。还含有多种氨基酸和钼、锰、钛、钙、铁等微量元素。